# Bichara Idriss Haggar
 (septembre 2024).
Si vous disposez d'ouvrages ou d'articles de référence ou si vous connaissez des sites web de qualité traitant du thème abordé ici, merci de compléter l'article en donnant les références utiles à sa vérifiabilité et en les liant à la section « Notes et références ».
Bichara Idriss Haggar, né en 1952, est un opposant politique tchadien, fonctionnaire, homme politique et auteur.

## Biographie
Originaire de Biltine, Bichara Idriss Haggar est né en 1952 à Bakaoré, dans la sous-préfecture d'Iriba où il a fait ses études primaires avant de continuer au lycée franco-arabe d'Abéché puis au Lycée Félix-Éboué de N'Djaména. Titulaire d'un baccalauréat D, il bénéficie d'une bourse d'études et part pour la France en octobre 1972 où il fréquente différentes universités et grandes écoles professionnelles.
Titulaire d'un doctorat d'État en droit, avec mention très honorable et d'un diplôme d'études approfondies (DEA) en politique et droit de développement de l'université de Poitiers, d'une maîtrise en administration économique et sociale de l'université de Tours, d'un diplôme d'inspectorat des impôts et taxes de l'École nationale des impôts de Clermont-Ferrand, et diplômé en commerce international de l'Université du Québec à Hull, Bichara Idriss Haggar rentre au Tchad en janvier 1984.
Il a exercé des fonctions de directeur général de l'École nationale d'administration et de la magistrature (1984-1989), d'enseignant à la faculté des sciences économiques et juridiques de l'Université du Tchad (1984-1992), de président du conseil d'administration de la STEE[Quoi ?] (1989-1991). Il fut membre de la commission technique Tchad-Libye sur le différend frontalier (1988-1990).
Il a occupé également des fonctions politiques telles que membre du comité central (1984) puis secrétaire exécutif deuxième adjoint (1988) de l'UNIR. À la prise du pouvoir par Idriss Déby par la force, en décembre 1990, il prend ses distances vis-à-vis du régime MPS et se consacre principalement à l'enseignement. En juin 1991, il fut nommé directeur des impôts et taxes mais cette nomination ne l'a pas empêché de militer ouvertement dans l'opposition « démocratique ».
Après la publication de l'ordonnance N°15 en octobre 1991 légalisant la création des partis politiques, il participe activement à la création du Rassemblement pour la démocratie et le progrès (RDP) en décembre 1991 et devient membre du directoire et responsable de la commission de politique générale au sein du mouvement. Emprisonné en janvier 1992 pour ses opinions politiques par le président Idriss Déby, il est libéré sous la pression des organisations de défense des droits de l'Homme.
Constamment surveillé par la police politique, il fut contraint de quitter le Tchad en juin 1992. Estimant que le régime d'Idriss Déby ne peut comprendre que le langage de la force, il crée avec le colonel Abbas Koty Yacoub en juin 1992 le Conseil national de redressement du Tchad (CNR), un mouvement politico-militaire pour combattre le régime MPS en vue d'instaurer un État de droit et la démocratie. Élu membre du bureau politique au Congrès de Maroua, en décembre 1992, il fut chargé du département des relations extérieures et de coopération et porte-parole du mouvement.
En décembre 2004, Bichara Idriss Haggar est élu président du CNR.

## Essais
Il est auteur de plusieurs livres parus aux éditions L'Harmattan :
- Tchad : témoignage et combat politique d'un exilé, 2004.
- François Tombalbaye (1960-1975). Déjà, le Tchad était mal parti !, 2007.
- Quand les hommes en armes s’imposent aux politiques. Tchad (1975-1982), l'Harmattan, 2017[2]